# Världsmästerskapen i bågskytte 2003
Världsmästerskapen i bågskytte 2003 arrangerades i New York i USA mellan 14 och 20 juli 2003.

## Medaljsummering

### Recurve
| Event                          | Guld                                                | Silver                                                   | Brons                                                         |
| Herrarnas individuella tävling | Michele Frangilli (ITA)                             | Im Dong-Hyun (KOR)                                       | David Barnes (AUS)                                            |
| Damernas individuella tävling  | Yun Mi-Jin (KOR)                                    | Park Sung-Hyun (KOR)                                     | Lee Hyun-Jeong (KOR)                                          |
| Herrarnas lag                  | Sydkorea Jang Yong-Ho Choi Young-Kwang Im Dong-Hyun | Sverige Magnus Petersson Mattias Eriksson Mikael Larsson | Italien Marco Galiazzo Michele Frangilli Ilario di Buo        |
| Damernas lag                   | Sydkorea Park Sung-Hyun Yun Mi-Jin Lee Hyun-Jeong   | Japan Sayami Matsushita Sayoko Kawauchi Yukari Kawasaki  | Ukraina Nataliya Burdeyna Yulia Lobzhenidze Tetyana Dorokhova |

### Compound
| Event                          | Guld                                          | Silver                                                       | Brons                                                   |
| Herrarnas individuella tävling | Clint Freeman (AUS)                           | Dave Cousins (USA)                                           | Braden Gellenthien (USA)                                |
| Damernas individuella tävling  | Mary Zorn (USA)                               | Amber Dawson (USA)                                           | Irma Luyting (NED)                                      |
| Herrarnas lag                  | USA Dave Cousins Braden Gellenthien Dee Wilde | Italien Fabio Girardi Antonio Tosco Mario Ruele              | Kanada Kevin Tataryn Ed Wilson Travis Vandaele          |
| Damernas lag                   | USA Mary Zorn Amber Dawson Aya Labrie         | Frankrike Sandrine Vandionant Cecile Jousselin Valerie Fabre | Tyskland Petra Dortmund Andrea Weihe Dorith Landesfeind |

### Medaljtabell
| Pl. | Nation        | Guld | Silver | Brons | Totalt |
| --- | ------------- | ---- | ------ | ----- | ------ |
| 1   | Sydkorea      | 3    | 2      | 1     | 6      |
| 1   | USA           | 3    | 2      | 1     | 6      |
| 3   | Italien       | 1    | 1      | 1     | 3      |
| 4   | Australien    | 1    | -      | 1     | 2      |
| 5   | Frankrike     | -    | 1      | -     | 1      |
| 5   | Sverige       | -    | 1      | -     | 1      |
| 5   | Japan         | -    | 1      | -     | 1      |
| 8   | Kanada        | -    | -      | 1     | 1      |
| 8   | Tyskland      | -    | -      | 1     | 1      |
| 8   | Nederländerna | -    | -      | 1     | 1      |
| 8   | Ukraina       | -    | -      | 1     | 1      |